# Eugoa humerana
Eugoa humerana är en fjärilsart som beskrevs av Walker 1863. Eugoa humerana ingår i släktet Eugoa och familjen björnspinnare. Inga underarter finns listade i Catalogue of Life.